# Lisa Scheenaard
Lisa Scheenaard (Weert, 5 de septiembre de 1988) es una deportista neerlandesa que compite en remo.
Participó en los Juegos Olímpicos de Tokio 2020, obteniendo una medalla de bronce en la prueba de doble scull.
Ganó una medalla de bronce en el Campeonato Mundial de Remo de 2019 y cinco medallas en el Campeonato Europeo de Remo entre los años 2013 y 2023.

## Palmarés internacional
| Juegos Olímpicos   | Juegos Olímpicos         | Juegos Olímpicos  | Juegos Olímpicos |
| Año                | Lugar                    | Medalla           | Prueba           |
| ------------------ | ------------------------ | ----------------- | ---------------- |
| 2020               | Tokio (Japón)            | Medalla de bronce | Doble scull      |
| Campeonato Mundial |                          |                   |                  |
| Año                | Lugar                    | Medalla           | Prueba           |
| 2019               | Ottensheim (Austria)     | Medalla de bronce | Doble scull      |
| Campeonato Europeo |                          |                   |                  |
| Año                | Lugar                    | Medalla           | Prueba           |
| 2013               | Sevilla (España)         | Medalla de plata  | Cuatro scull     |
| 2017               | Račice (República Checa) | Medalla de plata  | Doble scull      |
| 2018               | Glasgow (Reino Unido)    | Medalla de plata  | Doble scull      |
| 2020               | Poznań (Polonia)         | Medalla de plata  | Doble scull      |
| 2023               | Bled (Eslovenia)         | Medalla de plata  | Cuatro scull     |